# ستيف كلاين (لاعب كرة قاعدة أمريكي)
ستيف كلاين (بالإنجليزية: Steve Kline)‏ هو لاعب كرة قاعدة أمريكي، ولد في 22 أغسطس 1972 في صنبوري في الولايات المتحدة.

## وصلات خارجية
- ستيف كلاين (لاعب كرة قاعدة أمريكي) على موقعبيزبول رفرنس.كوم (الدوري الرئيسي) (الإنجليزية)
- ستيف كلاين (لاعب كرة قاعدة أمريكي) على موقعبيزبول رفرنس.كوم (الدوري الثانوي) (الإنجليزية)